# 近江鉄道宇治山田延伸構想
近江鉄道宇治山田延伸構想（おうみてつどううじやまだえんしんこうそう）は、滋賀県に鉄道路線を持つ近江鉄道が貴生川駅より、三重県に入って、現在の伊賀鉄道伊賀線（起業廃止認可時は近鉄伊賀線）の広小路駅まで鉄道路線を延伸し、伊賀線・近鉄大阪線・近鉄山田線に乗り入れて宇治山田駅まで直通運転を行おうとした構想である。この路線を「近江鉄道上野線」と称している文献もある。

## 概要
近江鉄道本線は、北陸方面から関西鉄道線への短絡を目的に建設されたが、昭和期になると伊勢神宮のある宇治山田市（現在の伊勢市）までの路線拡大を目論むようになった。
そのため計画されたのがこの路線で、伊賀電気鉄道の途中に至るまでの区間を建設し、あとは参宮急行電鉄線に乗り入れて伊勢を目指す予定であった。途中駅は、深川市場、新寺庄、玉滝、鞆田、伊賀河合、新佐那具で、新佐那具駅には車庫を設ける予定であった。米原駅 - 宇治山田駅間3時間弱の予定だったという。
しかし参宮急行電鉄の本線（現在の近鉄大阪線と山田線）は軌間が1435mm、伊賀線と近江鉄道線は1067mmである。そのためどうやって直通する予定であったのかは不明であるが、三線軌条の使用が妥当ではなかったかと推測される。
その後、近江鉄道と参宮急行電鉄との接続駅は阿保駅（現在の青山町駅）、名張駅、伊賀神戸駅と何度か計画が変更された。
1928年10月11日に免許を収得し、用地買収などを開始したが、昭和恐慌により着工できなかった。戦時中確保した用地は耕作者に貸与されていたが戦後の農地改革により耕作者の手に渡り計画は頓挫した。1958年12月3日に起業廃止の認可を受けている。